# Edward G. Robinson
Edward G. Robinson, rodným jménem Emanuel Goldenberg (12. prosinec 1893, Bukurešť – 26. leden 1973, Los Angeles) byl rumunsko-americký herec židovského původu. Populární hvězda klasického Hollywoodu, která se proslavila zejména rolemi gangsterů v noirových kriminálkách (zejm. Little Caesar, Key Largo). Hrál ve více než 100 filmech. Americký filmový institut ho roku 1999 zařadil na seznam 25 největších amerických hereckých hvězd 20. století, a to na 24. místě.

## Život
Narodil se v židovské rumunské rodině, kde se mluvilo jidiš. K emigraci do USA se rodina rozhodla poté, co byl Edwardův bratr napaden při antisemitském virválu. Do Ameriky přijeli roku 1903, když bylo Edwardovi 10 let. Jako mnoho jiných chudých židovských emigrantů žili na Lower East Side v New Yorku. Jméno na Robinson si změnil, když začal veřejně vystupovat na jevišti, přičemž G. uprostřed pseudonymu odkazovalo k jeho původnímu příjmení.
Začínal v Yiddish Theater District, roku 1915 prorazil na Broadway. Roku 1923 hrál prvně ve filmu, tehdy ještě němém – The Bright Shawl. Roku 1927 hrál na jevišti prvně gangstera, což ho na dlouhou dobu zaškatulkovalo. Ve 30. letech vedl mnoho kampaní proti nacismu. Za druhé světové války se přihlásil do armády, ale byl odmítnut pro vysoký věk. Ve 40. letech začal dostávat i vážnější a složitější role. V období mccarthismu byl vyšetřován z podezření na „protiamerickou činnost“, ale nebyl nijak postižen. Zemřel pouhých dvanáct dní poté, co natočil své poslední filmové záběry – ve sci-fi Soylent Green. Ač nebyl nikdy nominován na Oscara, krátce po smrti mu Akademie udělila Oscara čestného.
Navzdory rolím, které hrál, byl velmi jemným a vzdělaným mužem, který hovořil sedmi jazyky. Podporoval Demokratickou stranu.
Robinson svými postavami zloduchů velmi ovlivnil americkou populární kulturu, byly často citované a parodované. Herec Hank Azaria uvedl, že hlas pro policistu Clancy Wigguma v seriálu Simpsonovi utvořil podle hlasu Robinsonova.